# Îlot Mole
L' Îlot Mole (en portugais : Ilhéu Mole) est l'un des nombreux îlots qui entourent le littoral de l'île de Madère. fait partie de la municipalité de Porto Moniz.
A son sommet a été construit le phare de Porto Moniz.

## Géologie
L'îlot est le sommet d'un dome de lave constitué de roches pyroclastiques, en partie effondré à la suite de l'érosion marine et recouvrant des laves de Porto Moniz qui datent du pléistocène moyen.

## Galerie

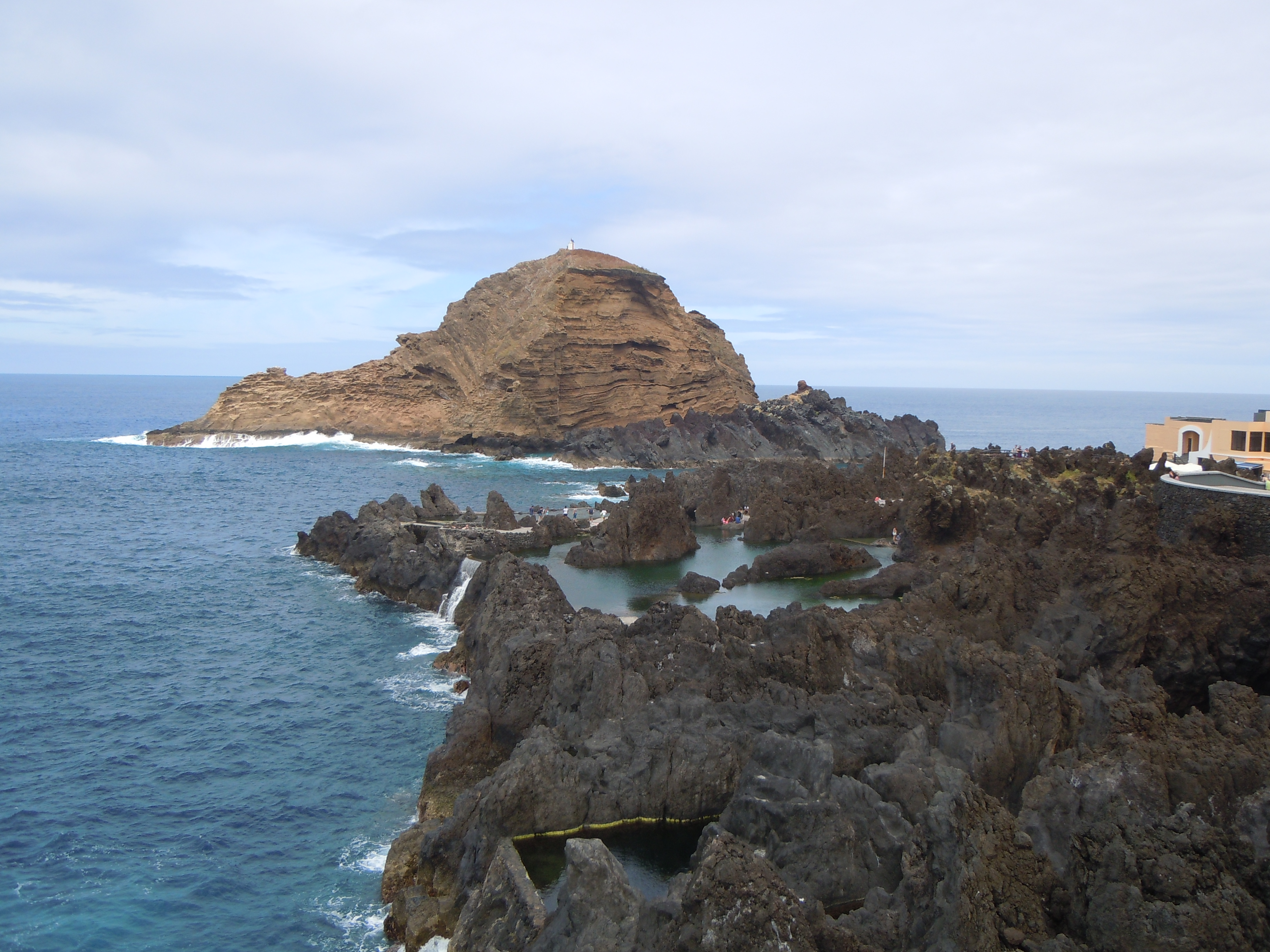
Îlot Mole
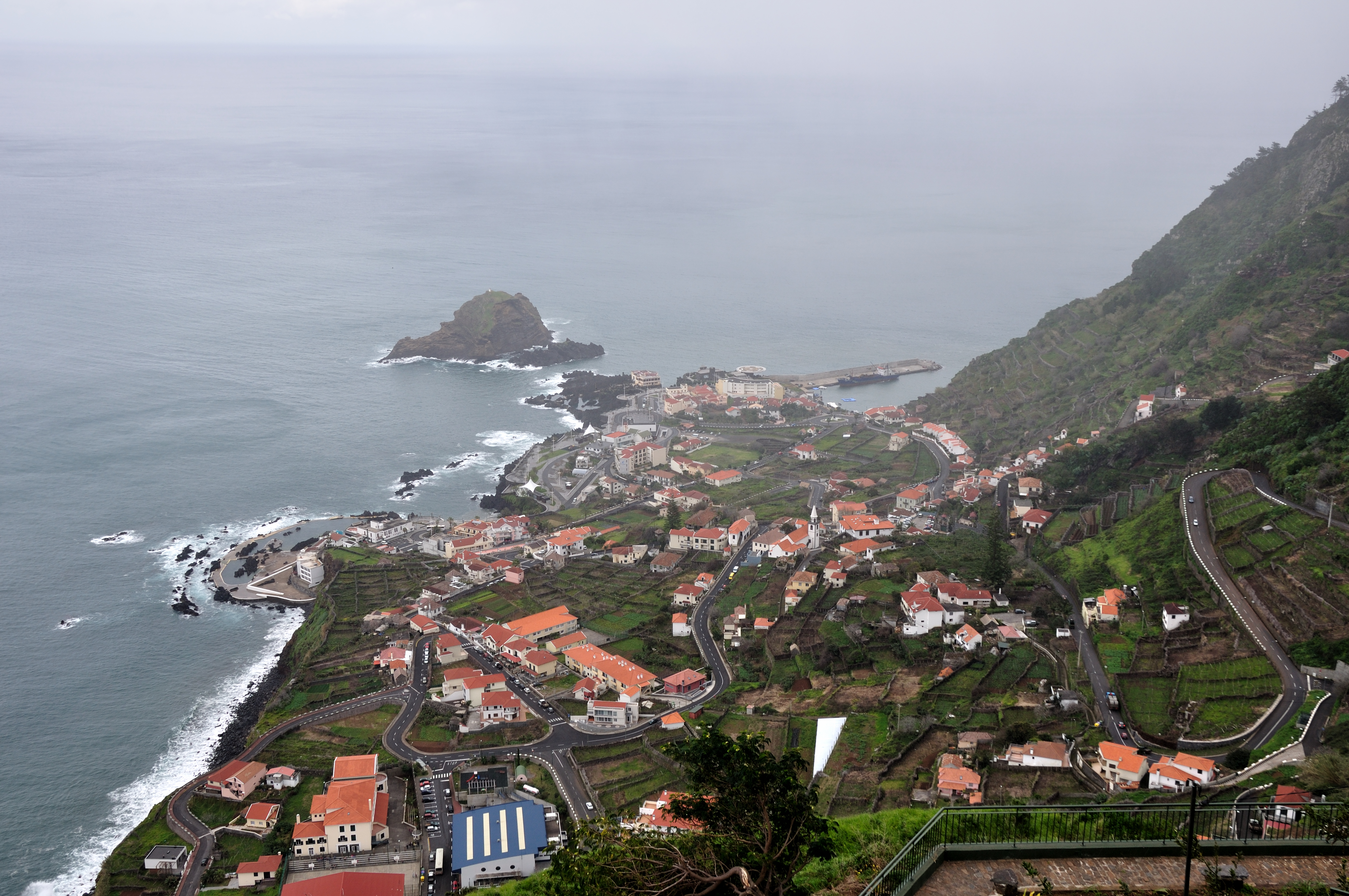
Vue de l'îlot Mole et Porto Moniz depuis le Miradouro da Santa.
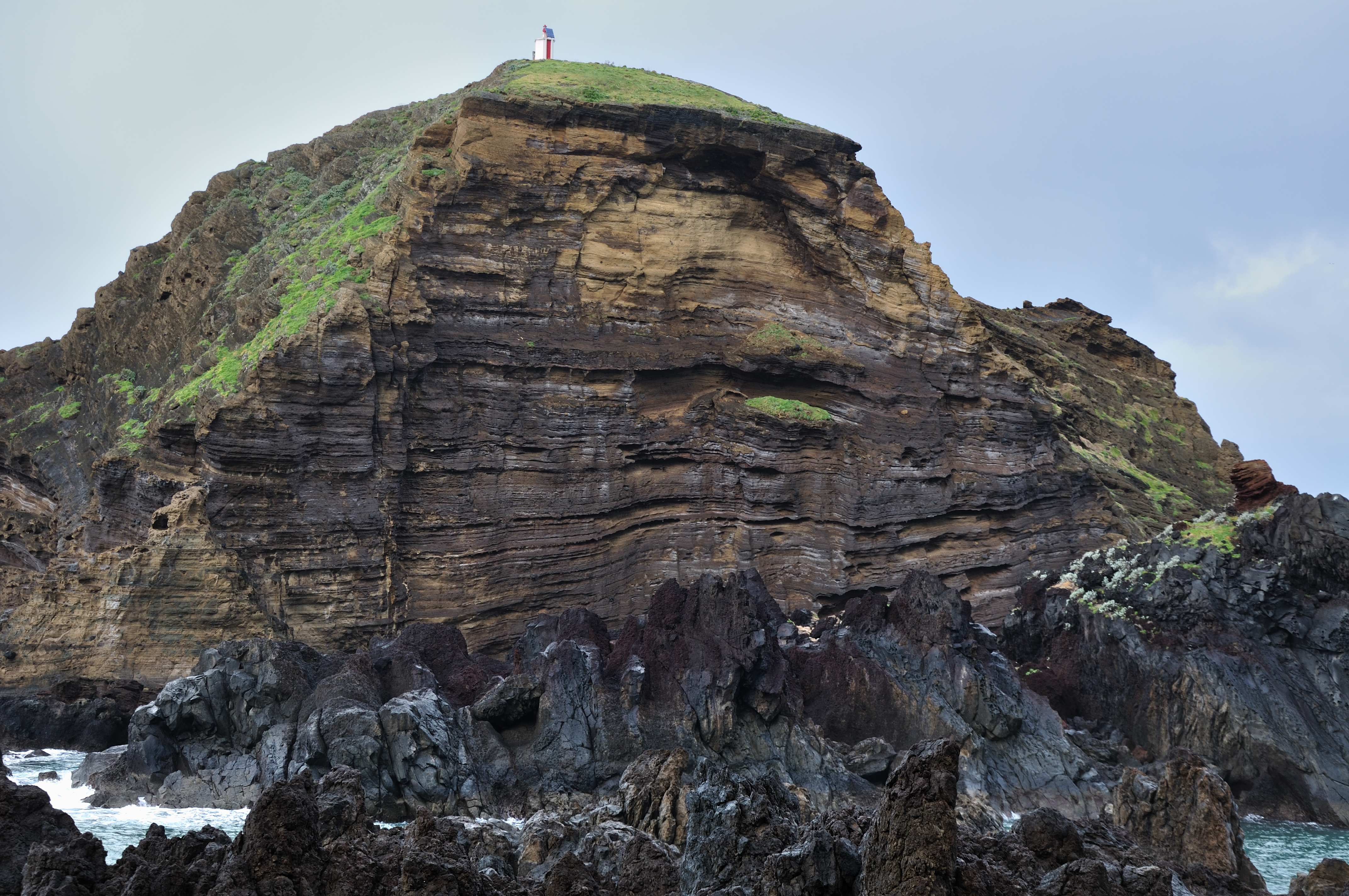
Le phare